# Tres Naciones
Tres Naciones är en ort i Mexiko.   Den ligger i kommunen Papantla och delstaten Veracruz, i den sydöstra delen av landet, 210 km öster om huvudstaden Mexico City. Tres Naciones ligger 45 meter över havet och antalet invånare är 217.
Terrängen runt Tres Naciones är huvudsakligen platt, men norrut är den kuperad. Runt Tres Naciones är det ganska tätbefolkat, med 160 invånare per kvadratkilometer. Närmaste större samhälle är Agua Dulce, 12,1 km norr om Tres Naciones. Omgivningarna runt Tres Naciones är en mosaik av jordbruksmark och naturlig växtlighet.